# Саатчі арт
Українські художники на Саатчі Арт
Саатчі Арт англ. Saatchi Art є однією з найбільших у світі міжнародних онлайнових художніх галерей. Належить Галереї Саатчі.

### Українські художники на Саатчі Арт
- Тетяна Король
- Les Panchyshyn
- Lena Votkalenko